# نتالي سليمان
ناتالي سليمان (ولدت باسم نازلي سليمان في 6 يونيو 1974) هي سياسية أسترالية. وهي عضو في حزب العمل الأسترالي ، وعضو منتخب في الجمعية التشريعية الفيكتورية . 
وهي تتولى ثلاث حقائب وزارية في حكومة فيكتوريا . قدامى المحاربين والشباب والشركات الصغيرة.
نالت منصبا في البرلمان الفيكتوري و هو المقعد الآمن للناخبين في سانت ألبانز .
وهي أول شخص من أصل تركي، وكذلك أول امرأة مسلمة، يتم انتخابها لعضوية البرلمان الفيكتوري.   

## الحياة السياسية

### السياسة المحلية
تم انتخاب ناتالي لأول مرة لمنصب سياسي كمستشارة في مدينة بريمبانك في عام 2000  أعيد انتخابها في عامي 2003 و2005، وشغلت منصب عمدة المدينة ثلاث مرات.  

### سياسة الدولة
في عام 2008، تنافست ناتالي دون جدوى على الترشيح الأولي لحزب العمال لمقعد كورورويت . 
في عام 2014، تم اختيار ناتالي من قبل حزب العمال للتنافس على مقعد سانت ألبانز . كانت سانت ألبانز في ذلك الوقت مقعدًا آمنًا جديدًا لحزب العمال في الضواحي الغربية لملبورن، بعد أن نشأت من خلال إعادة التوزيع الانتخابي . تم انتخاب ناتالي بنسبة 56.4% من الأصوات الأولية، وفضل حزبان نتيجة 67.5% مرشحة الحزب الليبرالي مويرا ديمينج. 
في عام 2018، أُعيد انتخاب ناتالي لعضوية سانت ألبانز ، بنسبة 59.7% من الأصوات الأولية، وفضل الحزبان النتيجة بنسبة 71.5% مقابل الحزب الليبرالي . 
بعد انتخابات ولاية فيكتوريا 2022، مُنحت ناتالي حقيبة وزارية في حكومة أندروز.

## الحياة الشخصية
والدها، حقي سليمان ، كان رئيس مركز موارد المهاجرين في الشمال الغربي ومنظم البرنامج القبرصي التركي على إذاعة المجتمع 3ZZZ . 

## روابط خارجية
- NatalieSuleymanعلى تويتر.
- Parliamentary voting record